# Gaseu
Gaseu is een bestuurslaag in het regentschap Aceh Barat van de provincie Atjeh, Indonesië. Gaseu telt 191 inwoners (volkstelling 2010).